# Wilhelm Sold
Wilhelm Sold (Saarbrücken, 19 aprile 1911 – Saarbrücken, 1º settembre 1995) è stato un calciatore e allenatore di calcio tedesco, di ruolo centrocampista.

## Palmarès

### Club

#### Competizioni nazionali
- Coppa di Germania: 1

Norimberga: 1939